# Евреинов, Сергей Александрович
Сергей Александрович Евреинов (1895—1960) — капитан лейб-гвардии 4-го стрелкового полка, герой Первой мировой войны, участник Белого движения.

## Биография
Сын камер-юнкера Александра Сергеевича Евреинова.
По окончании Пажеского корпуса 1 октября 1914 года был выпущен подпоручиком в лейб-гвардии 4-й стрелковый полк, в рядах которого и вступил в Первую мировую войну. Удостоен ордена Св. Георгия 4-й степени
За то, что, будучи в чине подпоручика в бою 15 июля 1916 года, у д. Трыстень он, временно командуя 11-й ротой и получив приказание продолжать наступление на д. Щурин, откуда был открыт по наступающим сильный фланговый огонь, неся большие потери, энергично повел наступление, обратив в бегство противника, и захватил действовавшую 6-ти орудийную неприятельскую батарею.
Произведен в поручики 17 июля 1916 года, в штабс-капитаны — 28 декабря того же года.
В Гражданскую войну участвовал в Белом движении, с осени 1919 года — в войсках Восточного фронта. Капитан. Состоял в Ставке Верховного главнокомандующего, затем при американской военной миссии, затем секретарем в американском консульстве в Чите.
В 1920 году в эмиграции в Харбине, затем на Восточном побережье США. Состоял членом полкового объединения и Союза пажей. Умер в 1960 году.

## Награды
- Орден Святой Анны 4-й ст. с надписью «за храбрость» (ВП 28.07.1915)
- Орден Святого Станислава 3-й ст. с мечами и бантом (ВП 28.11.1915)
- Орден Святого Георгия 4-й ст. (ПАФ 4.03.1917)